# Dému
Dému är en kommun i departementet Gers i regionen Occitanien i sydvästra Frankrike. Kommunen ligger i kantonen Eauze som tillhör arrondissementet Condom. År 2022 hade Dému 318 invånare.

## Befolkningsutveckling
Antalet invånare i kommunen Dému
Referens:INSEE